# التعليم الطبي في الولايات المتحدة

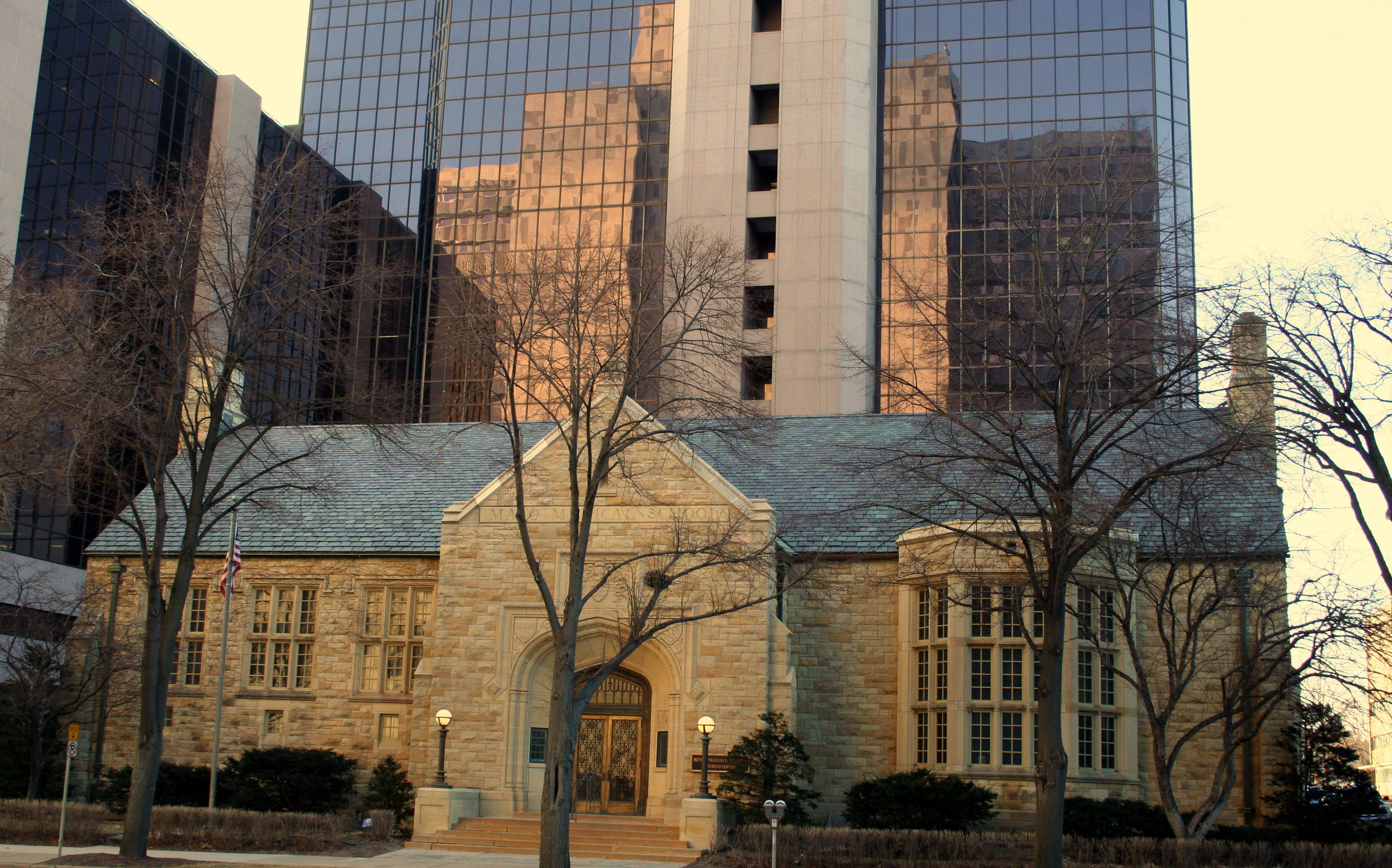

يشمل التعليم الطبي في الولايات المتحدة الأنشطة التعليمية المشاركة في تعليم وتدريب الأطباء في الولايات المتحدة، بدءًا من التدريب المبتدئ وحتى التعليم المستمر للأخصائيين المؤهلين.
يتم عرض مخطط نموذجي لمسار التعليم الطبي أدناه؛ ومع ذلك، الطب مهنة متنوعة مع العديد من الخيارات المتاحة. على سبيل المثال، يعمل بعض الأطباء في مجال البحوث الصيدلانية، والطب المهني (داخل الشركة)، وطب الصحة العامة (الذي يعمل من أجل الصحة العامة للسكان في منطقة ما)، أو ينضمون إلى القوات المسلحة.

## كلية الطب

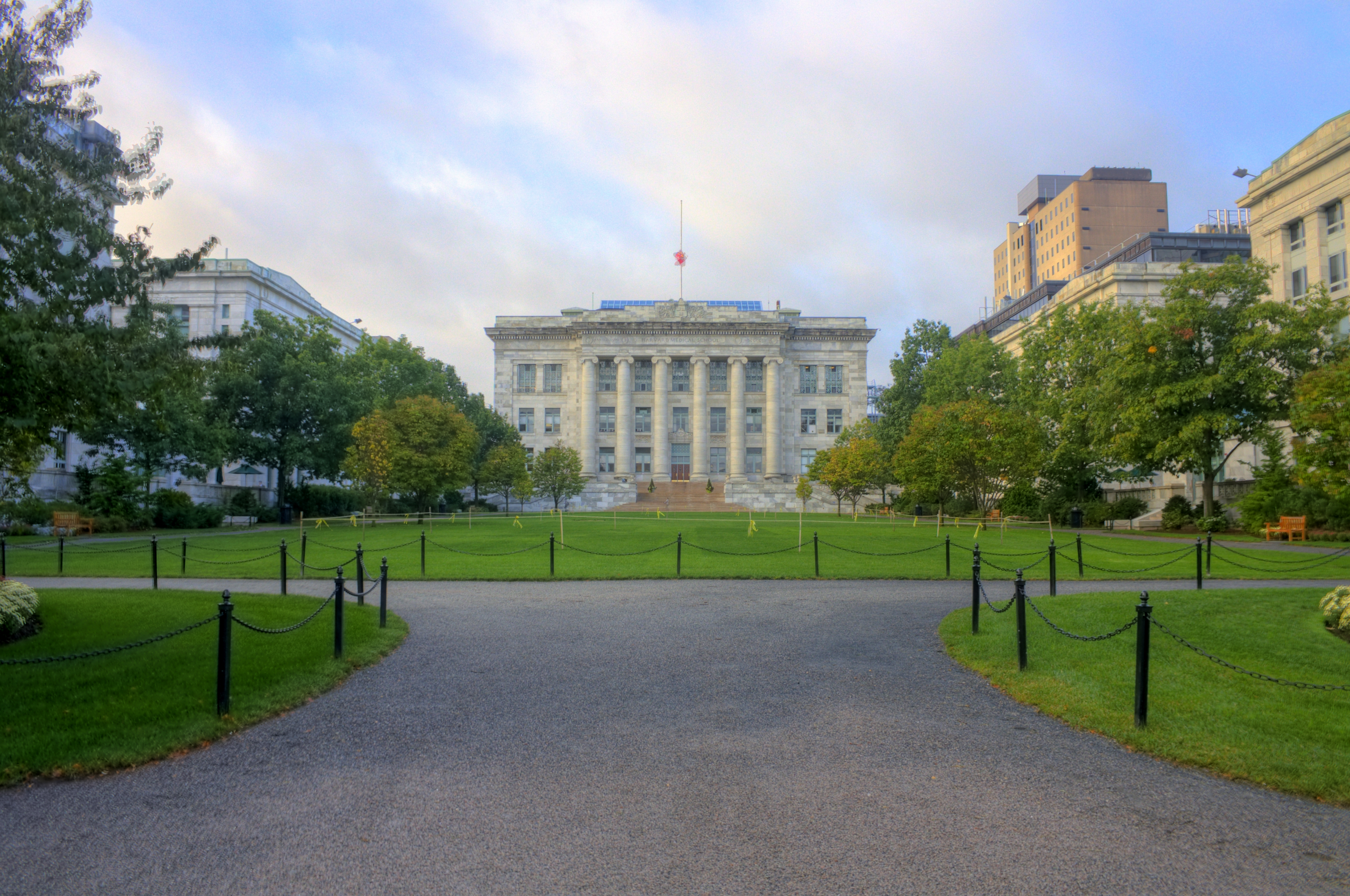
صورة لحرم كلية الطب بجامعة هارفارد، تُبرز معمارها المميز والبيئة المحيطة بها

كلية الطب في الولايات المتحدة هي مؤسسة تهدف إلى تعليم طلاب الطب في مجال الطب. قد لا يتطلب القبول في كلية الطب من الناحية الفنية إكمال درجة سابقة؛ ومع ذلك، عادة ما يُطلب من المتقدمين إكمال 3 سنوات على الأقل من دورات «ما قبل المتوسط» على المستوى الجامعي لأنه في الولايات المتحدة تُصنف الدرجات الطبية على أنها درجات دخول ثانية. بمجرد التسجيل في كلية الطب، تنقسم الدراسة التقدمية التي تمتد لأربع سنوات إلى مكونين متساويين تقريبًا: مرحلة ما قبل السريرية (تتكون من دورات تعليمية في العلوم الأساسية) وسريرية (كتبة تتكون من دورات من خلال أجنحة مختلفة في مستشفى تعليمي). الدرجة الممنوحة في نهاية هذه السنوات الأربع من الدراسة هي دكتور في الطب (M.D.)، أو أقل شيوعًا، دكتور في طب تقويم العظام (DO) اعتمادًا على كلية الطب؛ تسمح كلتا الدرجتين للحامل بممارسة الطب بعد الانتهاء من برنامج الإقامة المعتمد.

## فترة تدريب
خلال العام الأخير من التعليم الطبي للدراسات العليا، يتقدم الطلاب بطلب للحصول على إقامات للدراسات العليا في مجال تخصصهم المختار. تختلف هذه في القدرة التنافسية اعتمادًا على استصواب التخصص، وهيبة البرنامج، وعدد المتقدمين نسبة إلى عدد الوظائف المتاحة. يتم منح جميع الوظائف باستثناء عدد قليل منها من خلال مباراة كمبيوتر وطنية تقارن تفضيل مقدم الطلب مع تفضيل البرامج للمتقدمين.
تاريخياً، بدأ التعليم الطبي بعد التخرج بدورة تدريبية لمدة سنة واحدة قائمة بذاتها. لا يزال استكمال هذا العام هو الحد الأدنى لمتطلبات التدريب للحصول على ترخيص عام لممارسة الطب في معظم الولايات. ومع ذلك، وبسبب الإطالة التدريجية للتعليم الطبي بعد التخرج، وتراجع استخدامه كمرحلة نهائية في التدريب، فإن معظم الأطباء الجدد يكملون متطلبات التدريب كسنة أولى من إقامتهم.
على الرغم من الاتجاه نحو التدريب الداخلي المدمج في الإقامات الفئوية، فإن "التدريب التقليدي التقليدي" الذي يستمر لمدة عام واحد (يسمى أحيانًا "السنة الانتقالية") لا يزال موجودًا. لا تشتمل بعض برامج التدريب على الإقامة، مثل علم الأعصاب وطب العيون، على سنة تدريب وتبدأ بعد إكمال فترة تدريب أو سنة انتقالية. يستخدمه البعض لإعادة التقدم للبرامج التي لم يتم قبولها فيها، بينما يستخدمه البعض الآخر عامًا للبت في التخصص. بالإضافة إلى ذلك، يُطلب من أطباء تقويم العظام "إكمال السنة الأولى من تدريب جمعية تقويم العظام الأمريكية (AOA) المعتمدة للحصول على ترخيص في فلوريدا وميشيغان وأوكلاهوما وبنسلفانيا.
كل تخصص من تخصصات الطب وضع منهجًا خاصًا به، يحدد طول ومحتوى تدريب الإقامة الضروري لممارسة هذا التخصص. تتراوح البرامج من 3 سنوات بعد كلية الطب للطب الباطني وطب الأطفال، إلى 5 سنوات للجراحة العامة، إلى 7 سنوات لجراحة المخ والأعصاب. يتضمن كل برنامج تدريب تخصصي سنة تدريب داخلي لتلبية متطلبات ترخيص الدولة، أو يشترط إكمال عام تدريب قبل بدء البرنامج في السنة الثانية بعد التخرج (PGY-2).

## الزمالة
الزمالة هي برنامج تدريب رسمي بدوام كامل يركز على مجال معين ضمن التخصص، مع متطلبات تتجاوز الإقامة ذات الصلة. تتطلب العديد من المجالات عالية التخصص تدريبًا رسميًا يتجاوز الإقامة. ومن الأمثلة على ذلك أمراض القلب والغدد الصماء والأورام بعد الطب الباطني. التخدير القلبي الصدري بعد التخدير؛ جراحة القلب والصدر وجراحة الأطفال والأورام الجراحية بعد الجراحة العامة؛ طب الغدد الصماء التناسلية / العقم، طب الأم والجنين، الأورام النسائية بعد التوليد / أمراض النساء. هناك العديد من المجالات الأخرى لكل مجال من مجالات الدراسة. في بعض التخصصات مثل علم الأمراض والأشعة، تستمر غالبية الخريجين في مواصلة تدريبهم. تُعرف البرامج التدريبية لهذه المجالات باسم الزمالات والمشاركين فيها هم زملاء، للدلالة على أنهم قد أكملوا بالفعل إقامة وأنهم مؤهلون من مجلس الإدارة أو حاصلون على شهادة في تخصصهم الأساسي. تتراوح الزمالات في المدة من سنة إلى ثلاث سنوات ويتم منحها عن طريق تقديم طلب إلى البرنامج الفردي أو المجلس التنظيمي التخصصي الفرعي. غالبًا ما تحتوي الزمالات على مكون بحثي.

## شهادة البورد
يُعرف الطبيب أو الجراح الذي أنهى إقامته أو تدريب الزمالة وربما يكون في ممارسة تخصصه كطبيب معالج. يجب على الأطباء بعد ذلك اجتياز اختبارات كتابية وشفوية في تخصصهم ليصبحوا معتمدين من مجلس الإدارة. كل من التخصصات الطبية الـ 26 لها متطلبات مختلفة للممارسين للقيام بأنشطة التعليم الطبي المستمر.

## التعليم الطبي المستمر
يشير التعليم الطبي المستمر (CME) إلى الأنشطة التعليمية المصممة لممارسة الأطباء. تتطلب العديد من الولايات الأطباء لكسب مبلغ معين من ائتمان التعليم الطبي المستمر من أجل الحفاظ على تراخيصهم. يمكن للأطباء الحصول على ائتمان التعليم الطبي المستمر من مجموعة متنوعة من الأنشطة، بما في ذلك حضور الأحداث الحية ونشر المقالات التي تمت مراجعتها من قبل الزملاء وإكمال الدورات عبر الإنترنت. يحدد مجلس اعتماد التعليم الطبي المستمر (ACCME) الأنشطة المؤهلة للحصول على التعليم الطبي المستمر. 